# Nou realisme
El nou realisme (en francès, nouveau réalisme) és un moviment de la pintura dels anys 60 creat pel pintor Yves Klein i el crític d'art Pierre Restany que proposa un retorn a la realitat fugint de l'art abstracte de l'època. El nom prové del realisme, per la voluntat de representar l'experiència de manera objectiva, amb una identificació clara del referent per part de l'espectador, i de l'adjectiu "nou" que indica tant una nova realitat, moderna i sorgida del context de finals del segle xx, com per la nova manera de mirar de l'artista, diferent de la de realismes passats.